# Jacques von Bedriaga
Jacques Vladimir von Bedriaga (Kriniz, 1854 – Firenze, 1906) è stato uno zoologo ed erpetologo russo.
Studia scienze all'Università di Mosca sotto la direzione di Anatoli Bogdanov (1834-1896), e in seguito si trasferisce in Germania, dove studia alla Università di Jena con Ernst Haeckel (1834-1919) e Karl Gegenbaur (1826-1903). Nel 1875 consegue il dottorato con una tesi sull'apparato uro-genitale dei rettili.
In seguito continua le sue ricerche sui rettili assieme a Gegenbaur, compiendo diverse missioni scientifiche nei paesi del bacino del Mediterraneo. Occasionalmente fa ritorno in Russia, dove studia le collezioni di alcune spedizioni nei paesi dell'Asia centrale, inclusa quella di Nikolai Przewalski (1839-1888). Nel 1881 si trasferisce a Nizza per ragioni di salute, e in seguito a Firenze, dove muore nel 1906.
Al suo nome sono dedicate numerose specie di rettili tra cui Archaeolacerta bedriagae, Acanthodactylus bedriagai, Chalcides bedriagai e  Rana bedriagae. 

## Alcune opere
- Ueber die Entstehung der Farben bei den Eidechsen, 1874
- Die Amphibien und Reptilien Griechenlands, 1880
- Beiträge zur Kenntnis der Amphibien und Reptilien der Fauna von Corsika, 1883
- Beiträge zur Kenntnis der Lacertiden-Familie. (Lacerta, Algiroides, Tropidosaura, Zerzumia und Bettaia), 1886
- Wissenschaftliche Resultate der von N. M. Przewalski nach Central-Asien untemammenen Reisen

| Bedriaga è l'abbreviazione standard utilizzata per le specie animali descritte da Jacques von Bedriaga. Categoria:Taxa classificati da Jacques von Bedriaga |

| Controllo di autorità | VIAF (EN) 285148542 · ISNI (EN) 0000 0003 9130 9419 · GND (DE) 117581895 |